# Польська-Весь (Вармінсько-Мазурське воєводство)
Польська-Весь (пол. Polska Wieś, нім. Polschendorf; 1928-45: Stangenwalde) — село в Польщі, у гміні Мронгово Мронґовського повіту Вармінсько-Мазурського воєводства.
Населення — 320 осіб (2011).

## Демографія
Демографічна структура станом на 31 березня 2011 року:
|          | Загалом | Допрацездатний вік | Працездатний вік | Постпрацездатний вік |
| -------- | ------- | ------------------ | ---------------- | -------------------- |
| Чоловіки | 153     | 35                 | 108              | 10                   |
| Жінки    | 167     | 44                 | 93               | 30                   |
| Разом    | 320     | 79                 | 201              | 40                   |